# Coppa di Svizzera 2024-2025 (pallavolo maschile)
La Coppa di Svizzera 2024-2025, 61ª edizione della coppa nazionale svizzera maschile di pallavolo, si è svolta dal 4 settembre 2024 al 5 aprile 2025: al torneo hanno partecipato 94 squadre di club svizzere e la vittoria finale è andata per la nova volta, la seconda consecutiva, all'Amriswil.

## Regolamento
- Alla competizioni sono state ammesse tutte le squadre impegnate nei campionati di livello nazionale, ossia la Lega Nazionale A, Lega Nazionale B e 1. Lega, oltre che quelle impegnate nei campionati di livello regionale, ossia la 2. Lega,la 3. Lega e la 4. Lega.
- Tutti gli incontri si svolgono in gara unica, sempre in casa della formazione di categoria più bassa, ad eccezione della finale, giocata in campo neutro; nel caso in cui due formazioni provenissero dalla stessa categoria, si gioca in casa di quella col peggior piazzamento nella stagione precedente.
- Le squadre di livello provinciale scendono in campo fin dal primo turno, quelle provenienti dalla 1. Lega debuttano al secondo turno, quelle provenienti dalla Lega Nazionale B al quinto turno e quelle provenienti dalla Lega Nazionale A agli ottavi di finale.

## Squadre partecipanti
| - Aarau - Aeschi - Allschwil - Amriswil - Andwil-Arnegg - Appenzeller Bären - Arlesheim - Audax - Avenches - Avully - Baden - Bienne - Bubendorf - Bulle - Bütschwil - CERN - Chênois - City Volley Basilea - Colombier - Dragons Lugano - Eburo - Einsiedeln - Embrach - Entre-deux-Lacs | - Ferney-Prévessin - Flawil - Freies Gymnasium - Friburgo - Fully - Gibloux - Glaronia - Goldach - Haut-Lac - Hochdorf Audacia - Horw - Jona - Kanti Baden - Klettgau - La Chaux-de-Fonds - La Suze - Langenthal - Laufen - Linth - Los Unidos - Losanna - Losanna UC - Lunkhofen - Lutry-Lavaux | - Meyrin - Münchenbuchsee - Murten - Mutschellen - Muttenz - Näfels - Neuchâtel - Nidau - Novartis - Oberdiessbach - Oerlikon - Orbe - Papiermühle - Rainbow Zurigo - Rämi Zurigo - Rheno - Rickenbach - Riehen - SNVB - Sainte-Croix - San Gallo - Schönenwerd - Servette | - Seuzach - Sion - Smash Winterthur - Spada Academica - Stäfa - Sursee - Swiss - Therwil - Thun - Tornado Adliswil - Uni Berna - Uster - Volero Aarberg - Voléro Zurigo - Volleya Obwalden - Warth-Weiningen - Wiedikon - Wil - Wittenbach - Wyna - Yverdon - Zug - Züri Unterland |

## Torneo

### Tabellone (fase finale)
|  | Ottavi di finale | Ottavi di finale |  |                | Quarti di finale | Quarti di finale |  |            | Semifinali  | Semifinali |  |         | Finale   | Finale |
|  |                  |                  |  |                |                  |                  |  |            |             |            |  |         |          |        |
|  | Colombier        | 3                |  |                |                  |                  |  |            |             |            |  |         |          |        |
|  | Colombier        | 3                |  |                |                  |                  |  |            |             |            |  |         |          |        |
|  | San Gallo        | 0                |  |                |                  |                  |  |            |             |            |  |         |          |        |
|  | San Gallo        | 0                |  | Colombier      | 1                |                  |  |            |             |            |  |         |          |        |
|  |                  |                  |  | Colombier      | 1                |                  |  |            |             |            |  |         |          |        |
|  |                  |                  |  |                | Chênois          | 3                |  |            |             |            |  |         |          |        |
|  | Chênois          | 3                |  |                | Chênois          | 3                |  |            |             |            |  |         |          |        |
|  | Chênois          | 3                |  |                |                  |                  |  |            |             |            |  |         |          |        |
|  | Jona             | 0                |  |                |                  |                  |  |            |             |            |  |         |          |        |
|  | Jona             | 0                |  |                |                  |                  |  | Chênois    | 3           |            |  |         |          |        |
|  |                  |                  |  |                |                  |                  |  | Chênois    | 3           |            |  |         |          |        |
|  |                  |                  |  |                |                  |                  |  |            | Schönenwerd | 1          |  |         |          |        |
|  | Oberdiessbach    | 3                |  |                |                  |                  |  |            | Schönenwerd | 1          |  |         |          |        |
|  | Oberdiessbach    | 3                |  |                |                  |                  |  |            |             |            |  |         |          |        |
|  | Sursee           | 2                |  |                |                  |                  |  |            |             |            |  |         |          |        |
|  | Sursee           | 2                |  | Oberdiessbach  | 0                |                  |  |            |             |            |  |         |          |        |
|  |                  |                  |  |                |                  |                  |  |            |             |            |  |         |          |        |
|  |                  |                  |  |                | Schönenwerd      | 3                |  |            |             |            |  |         |          |        |
|  | Uni Berna        | 0                |  |                |                  |                  |  |            |             |            |  |         |          |        |
|  | Uni Berna        | 0                |  |                |                  |                  |  |            |             |            |  |         |          |        |
|  | Schönenwerd      | 3                |  |                |                  |                  |  |            |             |            |  |         |          |        |
|  | Schönenwerd      | 3                |  |                |                  |                  |  |            |             |            |  | Chênois | 0        |        |
|  |                  |                  |  |                |                  |                  |  |            |             |            |  | Chênois | 0        |        |
|  |                  |                  |  |                |                  |                  |  |            |             |            |  |         | Amriswil | 3      |
|  | Ferney-Prévessin | 0                |  |                |                  |                  |  |            |             |            |  |         | Amriswil | 3      |
|  | Ferney-Prévessin | 0                |  |                |                  |                  |  |            |             |            |  |         |          |        |
|  | Glaronia         | 3                |  |                |                  |                  |  |            |             |            |  |         |          |        |
|  | Glaronia         | 3                |  | Glaronia       | 0                |                  |  |            |             |            |  |         |          |        |
|  |                  |                  |  | Glaronia       | 0                |                  |  |            |             |            |  |         |          |        |
|  |                  |                  |  |                | Losanna UC       | 3                |  |            |             |            |  |         |          |        |
|  | Lutry-Lavaux     | 0                |  |                |                  |                  |  |            |             |            |  |         |          |        |
|  | Lutry-Lavaux     | 0                |  |                |                  |                  |  |            |             |            |  |         |          |        |
|  | Losanna UC       | 3                |  |                |                  |                  |  |            |             |            |  |         |          |        |
|  | Losanna UC       | 3                |  |                |                  |                  |  | Losanna UC | 2           |            |  |         |          |        |
|  |                  |                  |  |                |                  |                  |  | Losanna UC | 2           |            |  |         |          |        |
|  |                  |                  |  |                |                  |                  |  |            | Amriswil    | 3          |  |         |          |        |
|  | SNVB             | 1                |  |                |                  |                  |  |            | Amriswil    | 3          |  |         |          |        |
|  | SNVB             | 1                |  |                |                  |                  |  |            |             |            |  |         |          |        |
|  | Züri Unterland   | 3                |  |                |                  |                  |  |            |             |            |  |         |          |        |
|  | Züri Unterland   | 3                |  | Züri Unterland | 0                |                  |  |            |             |            |  |         |          |        |
|  |                  |                  |  | Züri Unterland | 0                |                  |  |            |             |            |  |         |          |        |
|  |                  |                  |  |                | Amriswil         | 3                |  |            |             |            |  |         |          |        |
|  | Amriswil         | 3                |  |                | Amriswil         | 3                |  |            |             |            |  |         |          |        |
|  | Amriswil         | 3                |  |                |                  |                  |  |            |             |            |  |         |          |        |
|  | Näfels           | 0                |  |                |                  |                  |  |            |             |            |  |         |          |        |
|  | Näfels           | 0                |  |                |                  |                  |  |            |             |            |  |         |          |        |

### Risultati

#### Primo turno
| 4 settembre 2024 Botsberg, Flawil Durata: ? - Spettatori: ?                           | Flawil           | 0 - 3 | Spada Academica   | 10-25, 15-25, 13-25               |
| 4 settembre 2024 Sappeten, Bubendorf Durata: ? - Spettatori: ?                        | Bubendorf        | 3 - 2 | Los Unidos        | 22-25, 16-25, 25-23, 25-20, 15-10 |
| 10 settembre 2024 Halle des sports Sous-Ville, Avenches Durata: ? - Spettatori: ?     | Avenches         | 1 - 3 | Langenthal        | 18-25, 25-23, 20-25, 15-25        |
| 11 settembre 2024 Salle Place d'Armes, Yverdon-les-Bains Durata: ? - Spettatori: ?    | Eburo            | 1 - 3 | La Chaux-de-Fonds | 22-25, 15-25, 25-15, 9-25         |
| 17 settembre 2024 Hofern Oberstufenanlage, Adliswil Durata: ? - Spettatori: ?         | Tornado Adliswil | 0 - 3 | Glaronia          | 21-25, 20-25, 22-25               |
| 18 settembre 2024 Kantonsschule Wiedikon, Zurigo Durata: ? - Spettatori: ?            | Wiedikon         | 3 - 0 | Seuzach           | 25-16, 25-19, 25-19               |
| 19 settembre 2024 Breiten, Eschenbach Durata: ? - Spettatori: ?                       | Linth            | 0 - 3 | Goldach           | 12-25, 18-25, 13-25               |
| 23 settembre 2024 Schulzentrum Muesmatt, Allschwil Durata: ? - Spettatori: ?          | Allschwil        | 0 - 3 | Mutschellen       | 21-25, 22-25, 23-25               |
| 23 settembre 2024 Pfrundmatthalle, Reinach Durata: ? - Spettatori: ?                  | Wyna             | 3 - 0 | Baden             | 25-9, 25-15, 25-17                |
| 25 settembre 2024 Turnhalle Klosterweg, Wil Durata: ? - Spettatori: ?                 | Wil              | 0 - 3 | Appenzeller Bären | 20-25, 18-25, 12-25               |
| 25 settembre 2024 De Saussure, Lancy Durata: ? - Spettatori: ?                        | Avully           | 0 - 3 | Ferney-Prévessin  | 17-25, 21-25, 22-25               |
| 26 settembre 2024 Kriegacker, Muttenz Durata: ? - Spettatori: ?                       | Muttenz          | 0 - 3 | Riehen            | 22-25, 24-26, 24-26               |
| 26 settembre 2024 Sporthalle Gymnasium, Laufen Durata: ? - Spettatori: ?              | Laufen           | 3 - 0 | Novartis          | 25-14, 25-15, 25-19               |
| 26 settembre 2024 Primarschulhaus Ebnet, Embrach Durata: ? - Spettatori: ?            | Embrach          | 1 - 3 | Stäfa             | 21-25, 25-23, 20-25, 20-25        |
| 26 settembre 2024 Auzelg, Opfikon Durata: ? - Spettatori: ?                           | Rainbow Zurigo   | 3 - 0 | Rickenbach        | 25-22, 25-22, 25-21               |
| 27 settembre 2024 Sporthalle Baldegg, Baldegg Durata: ? - Spettatori: ?               | Hochdorf Audacia | 0 - 3 | Horw              | 15-25, 18-25, 20-25               |
| 28 settembre 2024 Salle de la Passerelle, Yverdon-les-Bains Durata: ? - Spettatori: ? | Yverdon          | 2 - 3 | Neuchâtel         | 21-25, 18-25, 25-22, 25-22, 13-15 |
| 29 settembre 2024 Vereinshalle Sarnen, Sarnen Durata: ? - Spettatori: ?               | Volleya Obwalden | 2 - 3 | Arlesheim         | 23-25, 27-29, 25-22, 25-21, 11-15 |
| 30 settembre 2024 Doppelturnhalle Feld, Kloten Durata: ? - Spettatori: ?              | Swiss            | 3 - 1 | Klettgau          | 25-22, 15-25, 25-23, 25-23        |
| 30 settembre 2024 Blattacker, Heerbrugg Durata: ? - Spettatori: ?                     | Rheno            | 3 - 1 | Uster             | 21-25, 25-18, 25-17, 25-18        |
| 1º ottobre 2024 Freies Gymnasium, Zurigo Durata: ? - Spettatori: ?                    | Freies Gymnasium | 0 - 3 | Wittenbach        | 12-25, 13-25, 18-25               |
| 1º ottobre 2024 Collège de Candolle, Chêne-Bourg Durata: ? - Spettatori: ?            | SNVB             | 3 - 0 | Entre-deux-Lacs   | 25-14, 25-13, 25-21               |
| 1º ottobre 2024 Salle omnisport du Puisoir, Orbe Durata: ? - Spettatori: ?            | Orbe             | 3 - 0 | Haut-Lac          | 25-15, 25-10, 25-13               |
| 4 ottobre 2024 Mehrzweckhalle Vogelhalde, Warth-Weiningen Durata: ? - Spettatori: ?   | Warth-Weiningen  | 1 - 3 | Rämi Zurigo       | 25-22, 28-30, 22-25, 23-25        |
| 4 ottobre 2024 Turnhalle Schule Euthal, Einsiedeln Durata: ? - Spettatori: ?          | Einsiedeln       | 3 - 0 | Bütschwil         | 25-16, 25-14, 25-17               |
| 6 ottobre 2024 Lycée Collège Planta 2, Sion Durata: ? - Spettatori: ?                 | Sion             | 0 - 3 | La Suze           | 16-25, 8-25, 21-25                |

#### Secondo turno
| 25 settembre 2024 Sappeten, Bubendorf Durata: ? - Spettatori: ?                          | Bubendorf        | 0 - 3 | Therwil           | 18-25, 24-26, 23-25               |
| 6 ottobre 2024 Uni Irchel, Zurigo Durata: ? - Spettatori: ?                              | Spada Academica  | 3 - 1 | Wiedikon          | 25-14, 25-19, 21-25, 25-22        |
| 6 ottobre 2024 Pfrundmatthalle, Reinach Durata: ? - Spettatori: ?                        | Wyna             | 3 - 2 | Dragons Lugano    | 21-25, 25-19, 21-25, 25-19, 15-13 |
| 7 ottobre 2024 Blattacker, Heerbrugg Durata: ? - Spettatori: ?                           | Rheno            | 1 - 3 | Oerlikon          | 20-25, 23-25, 25-22, 21-25        |
| 7 ottobre 2024 Doppelturnhalle Feld, Kloten Durata: ? - Spettatori: ?                    | Swiss            | 3 - 0 | Goldach           | 25-19, 25-19, 25-20               |
| 7 ottobre 2024 Salle de Gym, Posieux Durata: ? - Spettatori: ?                           | Gibloux          | 0 - 3 | Murten            | 10-25, 11-25, 14-25               |
| 8 ottobre 2024 Sporthalle Tellenfeld, Amriswil Durata: ? - Spettatori: ?                 | Audax            | 0 - 3 | Smash Winterthur  | 23-25, 26-28, 8-25                |
| 11 ottobre 2024 Salle du Belluard, Friburgo Durata: ? - Spettatori: ?                    | Friburgo         | 0 - 3 | Münchenbuchsee    | 18-25, 22-25, 19-25               |
| 14 ottobre 2024 OZ DELU, Derendingen Durata: ? - Spettatori: ?                           | Aeschi           | 3 - 2 | Volero Aarberg    | 17-25, 25-18, 21-25, 25-20, 15-6  |
| 14 ottobre 2024 Turnhalle Linden, Linden Durata: ? - Spettatori: ?                       | Oberdiessbach    | 3 - 0 | Bulle             | 25-14, 25-17, 29-27               |
| 15 ottobre 2024 Gymer, Langenthal Durata: ? - Spettatori: ?                              | Langenthal       | 1 - 3 | Thun              | 20-25, 25-22, 33-35, 21-25        |
| 15 ottobre 2024 Collège de Candolle, Chêne-Bourg Durata: ? - Spettatori: ?               | SNVB             | 3 - 0 | CERN              | 25-17, 25-19, 25-18               |
| 16 ottobre 2024 Tränkebach, Stäfa Durata: ? - Spettatori: ?                              | Stäfa            | 1 - 3 | Andwil-Arnegg     | 15-25, 28-26, 16-25, 22-25        |
| 17 ottobre 2024 Auzelg, Opfikon Durata: ? - Spettatori: ?                                | Rainbow Zurigo   | 0 - 3 | Glaronia          | 12-25, 14-25, 22-25               |
| 17 ottobre 2024 Horwer-Halle, Horw Durata: ? - Spettatori: ?                             | Horw             | 1 - 3 | Lunkhofen         | 25-14, 23-25, 15-25, 17-25        |
| 18 ottobre 2024 Kantonsschule RHG, Zurigo Durata: ? - Spettatori: ?                      | Rämi Zurigo      | 1 - 3 | Einsiedeln        | 25-23, 17-25, 12-25, 16-25        |
| 18 ottobre 2024 MZH Hagenbuchen, Arlesheim Durata: ? - Spettatori: ?                     | Arlesheim        | 3 - 1 | Riehen            | 25-13, 25-14, 22-25, 25-20        |
| 18 ottobre 2024 Salle omnisport du Puisoir, Orbe Durata: ? - Spettatori: ?               | Orbe             | 3 - 1 | La Chaux-de-Fonds | 25-20, 18-25, 25-19, 25-20        |
| 20 ottobre 2024 Sporthalle Gymnasium, Laufen Durata: ? - Spettatori: ?                   | Laufen           | 3 - 2 | Kanti Baden       | 25-21, 25-22, 16-25, 27-29, 15-10 |
| 20 ottobre 2024 Centre sportif Champs-de-la-Joux, Sainte-Croix Durata: ? - Spettatori: ? | Sainte-Croix     | 3 - 1 | Meyrin            | 25-18, 21-25, 25-22, 25-20        |
| 20 ottobre 2024 Gymnase des Charbonnières, Ornex Durata: ? - Spettatori: ?               | Ferney-Prévessin | 3 - 1 | La Suze           | 25-17, 23-25, 25-13, 25-14        |
| 20 ottobre 2024 Salle Polyvalente, Fully Durata: ? - Spettatori: ?                       | Fully            | 3 - 0 | Bienne            | 25-15, 25-13, 25-19               |
| 20 ottobre 2024 Beunden, Nidau Durata: ? - Spettatori: ?                                 | Nidau            | 0 - 3 | Losanna           | 0-25, 0-25, 0-25                  |
| 20 ottobre 2024 OZ Grünau, Wittenbach Durata: ? - Spettatori: ?                          | Wittenbach       | 0 - 3 | Züri Unterland    | 8-25, 15-25, 14-25                |

#### Terzo turno
| 24 ottobre 2024 Salle omnisport du Puisoir, Orbe Durata: ? - Spettatori: ?              | Orbe            | 0 - 3 | SNVB              | 23-25, 18-25, 17-25               |
| 27 ottobre 2024 Nouvelle Ecole de la Maladière, Neuchâtel Durata: ? - Spettatori: ?     | Neuchâtel       | 0 - 3 | Thun              | 8-25, 22-25, 20-25                |
| 28 ottobre 2024 Doppelturnhalle Feld, Kloten Durata: ? - Spettatori: ?                  | Swiss           | 1 - 3 | Mutschellen       | 25-20, 23-25, 17-25, 23-25        |
| 30 ottobre 2024 Pestalozzi, Aarau Durata: ? - Spettatori: ?                             | Aarau           | 2 - 3 | Lunkhofen         | 25-21, 25-23, 18-25, 22-25, 12-15 |
| 31 ottobre 2024 Sekundarschule Münchenbuchsee, Münchenbuchsee Durata: ? - Spettatori: ? | Münchenbuchsee  | 3 - 2 | Aeschi            | 22-25, 23-25, 27-25, 25-23, 15-9  |
| 1º novembre 2024 Pfrundmatthalle, Reinach Durata: ? - Spettatori: ?                     | Wyna            | 1 - 3 | Smash Winterthur  | 25-20, 13-25, 19-25, 23-25        |
| 3 novembre 2024 Kantonsschule, Glarona Durata: ? - Spettatori: ?                        | Glaronia        | 3 - 2 | Zug               | 25-16, 21-25, 32-30, 23-25, 15-12 |
| 3 novembre 2024 Turnhalle Prehl, Murten Durata: ? - Spettatori: ?                       | Murten          | 3 - 0 | Losanna           | 25-18, 25-23, 25-18               |
| 3 novembre 2024 MZH Hagenbuchen, Arlesheim Durata: ? - Spettatori: ?                    | Arlesheim       | 0 - 3 | Züri Unterland    | 17-25, 20-25, 22-25               |
| 3 novembre 2024 Uni Irchel, Zurigo Durata: ? - Spettatori: ?                            | Spada Academica | 3 - 2 | Appenzeller Bären | 19-25, 20-25, 25-17, 25-23, 15-8  |

#### Quarto turno
| 14 novembre 2024 Auzelg, Opfikon Durata: ? - Spettatori: ?                                | Oerlikon         | 1 - 3 | Therwil        | 25-19, 13-25, 22-25, 20-25        |
| 16 novembre 2024 Sporthalle Gymnasium, Laufen Durata: ? - Spettatori: ?                   | Laufen           | 1 - 3 | Züri Unterland | 15-25, 25-14, 24-26, 18-25        |
| 17 novembre 2024 Salle Omnisport Petit Lancy, Ginevra Durata: ? - Spettatori: ?           | SNVB             | 3 - 1 | Murten         | 25-18, 25-16, 22-25, 25-17        |
| 17 novembre 2024 Centre sportif Champs-de-la-Joux, Sainte-Croix Durata: ? - Spettatori: ? | Sainte-Croix     | 1 - 3 | Oberdiessbach  | 19-25, 23-25, 28-26, 20-25        |
| 17 novembre 2024 Gymnase des Charbonnières, Ornex Durata: ? - Spettatori: ?               | Ferney-Prévessin | 3 - 2 | Fully          | 25-22, 25-12, 23-25, 25-27, 15-10 |
| 17 novembre 2024 Turnhalle Trachslau, Einsiedeln Durata: ? - Spettatori: ?                | Einsiedeln       | 3 - 1 | Andwil-Arnegg  | 22-25, 25-18, 25-17, 25-14        |

#### Quinto turno
| 19 novembre 2024 KSM, Berikon Durata: ? - Spettatori: ?                                | Mutschellen      | 0 - 3 | Lunkhofen      | 19-25, 10-25, 24-26               |
| 28 novembre 2024 Kantonale Maturitätsschule Riesbach, Zurigo Durata: ? - Spettatori: ? | Spada Academica  | 2 - 3 | Glaronia       | 25-19, 18-25, 19-25, 25-22, 13-15 |
| 1º dicembre 2024 Centre Sportif Sous-Moulin, Thônex Durata: ? - Spettatori: ?          | SNVB             | 3 - 0 | Münchenbuchsee | 25-19, 25-15, 25-16               |
| 1º dicembre 2024 Zinzikon, Winterthur Durata: ? - Spettatori: ?                        | Smash Winterthur | 3 - 2 | Thun           | 21-25, 17-25, 25-19, 25-16, 15-11 |
| 1º dicembre 2024 ZSSw, Berna Durata: ? - Spettatori: ?                                 | Uni Berna        | 3 - 1 | Servette       | 26-24, 25-23, 23-25, 25-20        |

#### Sesto turno
| 15 dicembre 2024 Sporthalle Ruebisbach, Kloten Durata: ? - Spettatori: ?      | Züri Unterland   | 3 - 2 | City Volley Basilea | 20-25, 20-25, 25-23, 25-17, 15-8  |
| 15 dicembre 2024 Centre Sportif Sous-Moulin, Thônex Durata: ? - Spettatori: ? | SNVB             | 3 - 0 | Smash Winterthur    | 25-11, 25-17, 25-22               |
| 15 dicembre 2024 Primarschule, Oberdiessbach Durata: ? - Spettatori: ?        | Oberdiessbach    | 3 - 2 | Voléro Zurigo       | 25-22, 20-25, 25-21, 13-25, 15-11 |
| 15 dicembre 2024 Altikofen, Ittigen Durata: ? - Spettatori: ?                 | Papiermühle      | 2 - 3 | Lutry-Lavaux        | 25-27, 25-23, 25-23, 19-25, 9-15  |
| 15 dicembre 2024 Gymnase des Charbonnières, Ornex Durata: ? - Spettatori: ?   | Ferney-Prévessin | 3 - 2 | Therwil             | 23-25, 25-18, 21-25, 25-23, 15-13 |
| 15 dicembre 2024 Kantonsschule, Glarona Durata: ? - Spettatori: ?             | Glaronia         | 3 - 1 | Einsiedeln          | 25-16, 25-19, 22-25, 25-18        |
| 15 dicembre 2024 Turnhalle, Unterlunkhofen Durata: ? - Spettatori: ?          | Lunkhofen        | 0 - 3 | Uni Berna           | 0-25, 0-25, 0-25                  |

#### Ottavi di finale
| 19 gennaio 2025 Centre Sportif Sous-Moulin, Thônex Durata: ? - Spettatori: ?     | SNVB             | 1 - 3 | Züri Unterland | 22-25, 22-25, 25-23, 20-25        |
| 19 gennaio 2025 Gymnase des Charbonnières, Ornex Durata: ? - Spettatori: ?       | Ferney-Prévessin | 0 - 3 | Glaronia       | 22-25, 16-25, 16-25               |
| 19 gennaio 2025 Primarschule, Oberdiessbach Durata: ? - Spettatori: ?            | Oberdiessbach    | 3 - 2 | Sursee         | 25-21, 25-23, 15-25, 21-25, 15-12 |
| 19 gennaio 2025 Sporthalle Tellenfeld, Amriswil Durata: ? - Spettatori: ?        | Amriswil         | 3 - 0 | Näfels         | 25-17, 25-14, 25-18               |
| 19 gennaio 2025 Centre scolaire des Mûriers, Colombier Durata: ? - Spettatori: ? | Colombier        | 3 - 0 | San Gallo      | 25-19, 25-16, 25-13               |
| 19 gennaio 2025 Salle de Sport de Corsy, Lutry Durata: ? - Spettatori: ?         | Lutry-Lavaux     | 0 - 3 | Losanna UC     | 22-25, 16-25, 13-25               |
| 19 gennaio 2025 Centre Sportif Sous-Moulin, Thônex Durata: ? - Spettatori: ?     | Chênois          | 3 - 0 | Jona           | 25-18, 27-25, 25-16               |
| 19 gennaio 2025 ZSSw, Berna Durata: ? - Spettatori: ?                            | Uni Berna        | 0 - 3 | Schönenwerd    | 17-25, 16-25, 20-25               |

#### Quarti di finale
| 2 febbraio 2025 Sporthalle Ruebisbach, Kloten Durata: ? - Spettatori: ?          | Züri Unterland | 0 - 3 | Amriswil    | 19-25, 13-25, 13-25        |
| 2 febbraio 2025 Primarschule, Oberdiessbach Durata: ? - Spettatori: ?            | Oberdiessbach  | 0 - 3 | Schönenwerd | 18-25, 13-25, 9-25         |
| 2 febbraio 2025 Centre scolaire des Mûriers, Colombier Durata: ? - Spettatori: ? | Colombier      | 1 - 3 | Chênois     | 26-24, 22-25, 17-25, 19-25 |
| 2 febbraio 2025 Kantonsschule, Glarona Durata: ? - Spettatori: ?                 | Glaronia       | 0 - 3 | Losanna UC  | 17-25, 20-25, 15-25        |

#### Semifinali
| 16 febbraio 2025 Centre sportif de Dorigny, Losanna Durata: ? - Spettatori: ? | Losanna UC | 2 - 3 | Amriswil    | 25-23, 21-25, 21-25, 25-23, 12-15 |
| 16 febbraio 2025 Centre Sportif Sous-Moulin, Thônex Durata: ? - Spettatori: ? | Chênois    | 3 - 1 | Schönenwerd | 25-20, 29-27, 23-25, 25-22        |

#### Finale
| 5 aprile 2025 Axa-Arena, Winterthur Durata: ? - Spettatori: 2 000 | Chênois | 0 - 3 | Amriswil | 19-25, 15-25, 29-31 |